# مارك كينيدي
مارك كينيدي (بالإنجليزية: Mark Kennedy )‏ (و. 1957 – م) هو سياسي، من الولايات المتحدة الأمريكية، ولد في بنسون، هو عضوٌ في الحزب الجمهوري.

## مناصب
تولى منصب عضو مجلس النواب الأمريكي.

## التعليم
تعلم في College of Saint Benedict and Saint John's University ‏، وجامعة ميشيغان، وكلية روس لإدارة الأعمال ‏.